# Trochus calcaratus
Trochus calcaratus is een slakkensoort uit de familie van de Trochidae. De wetenschappelijke naam van de soort werd voor het eerst geldig gepubliceerd in 1874 door Souverbie in Souverbie & Montrouzier.